# Taça de Portugal de Basquetebol de 2018/19
A edição da Taça de Portugal de Basquetebol referente à época de 2018/2019 decorreu entre 3 de Outubro de 2018 - 1ª Eliminatória - e 17 de Março de 2019, data em que se disputou a final a qual teve lugar em Portimão Arena, O FC Porto conquistou à sua 14ª Taça de Portugal de Basquetebol.

## 8 Avos de Final
|  | Oitavas de final       | Oitavas de final       |                        |    | Quartas de final | Quartas de final |  |  | Semifinais | Semifinais |  |  | Final | Final |
|  |                        |                        |                        |    |                  |                  |  |  |            |            |  |  |       |       |
|  | 03 Fevereiro           |                        |                        |    |                  |                  |  |  |            |            |  |  |       |       |
|  |                        |                        |                        |    |                  |                  |  |  |            |            |  |  |       |       |
|  | CD Póvoa               | 45                     |                        |    |                  |                  |  |  |            |            |  |  |       |       |
|  | CD Póvoa               | 45                     | 15 Março               |    |                  |                  |  |  |            |            |  |  |       |       |
|  | UD Oliveirense         | 73                     |                        |    |                  |                  |  |  |            |            |  |  |       |       |
|  | UD Oliveirense         | 73                     | UD Oliveirense         | 94 |                  |                  |  |  |            |            |  |  |       |       |
|  | 20 Janeiro             |                        | UD Oliveirense         | 94 |                  |                  |  |  |            |            |  |  |       |       |
|  |                        | Imortal AlgarExperienc | 66                     |    |                  |                  |  |  |            |            |  |  |       |       |
|  | Queluz / Consilcar     | Imortal AlgarExperienc | 66                     | 80 |                  |                  |  |  |            |            |  |  |       |       |
|  | Queluz / Consilcar     |                        | 16 Março               | 80 |                  |                  |  |  |            |            |  |  |       |       |
|  | Imortal AlgarExperienc | 97                     |                        |    |                  |                  |  |  |            |            |  |  |       |       |
|  | Imortal AlgarExperienc | 97                     | UD Oliveirense         | 79 |                  |                  |  |  |            |            |  |  |       |       |
|  | 20 Janeiro             |                        | UD Oliveirense         | 79 |                  |                  |  |  |            |            |  |  |       |       |
|  |                        | Ovarense Gavex         | 55                     |    |                  |                  |  |  |            |            |  |  |       |       |
|  | Sport Lisboa Benfica   | Ovarense Gavex         | 55                     | 99 |                  |                  |  |  |            |            |  |  |       |       |
|  | Sport Lisboa Benfica   | 15 Março               |                        | 99 |                  |                  |  |  |            |            |  |  |       |       |
|  | Sampaense Basket       | '65                    |                        |    |                  |                  |  |  |            |            |  |  |       |       |
|  | Sampaense Basket       | '65                    | Sport Lisboa Benfica   | 64 |                  |                  |  |  |            |            |  |  |       |       |
|  | 24 Janeiro             |                        | Sport Lisboa Benfica   | 64 |                  |                  |  |  |            |            |  |  |       |       |
|  |                        | Ovarense Gavex         | 65                     |    |                  |                  |  |  |            |            |  |  |       |       |
|  | CAB Madeira SAD        | Ovarense Gavex         | 65                     | 71 |                  |                  |  |  |            |            |  |  |       |       |
|  | CAB Madeira SAD        |                        | 17 Março               | 71 |                  |                  |  |  |            |            |  |  |       |       |
|  | Ovarense Gavex         | 76                     |                        |    |                  |                  |  |  |            |            |  |  |       |       |
|  | Ovarense Gavex         | 76                     | FC Porto               | 83 |                  |                  |  |  |            |            |  |  |       |       |
|  | 03 Fevereiro           |                        | FC Porto               | 83 |                  |                  |  |  |            |            |  |  |       |       |
|  |                        | UD Oliveirense         | 80                     |    |                  |                  |  |  |            |            |  |  |       |       |
|  | Galitos BARREIRO       | UD Oliveirense         | 80                     | 60 |                  |                  |  |  |            |            |  |  |       |       |
|  | Galitos BARREIRO       | 14 Março               |                        | 60 |                  |                  |  |  |            |            |  |  |       |       |
|  | SC Lusitânia           | 73                     |                        |    |                  |                  |  |  |            |            |  |  |       |       |
|  | SC Lusitânia           | 73                     | SC Lusitânia           | 98 |                  |                  |  |  |            |            |  |  |       |       |
|  | 17 Fevereiro           |                        | SC Lusitânia           | 98 |                  |                  |  |  |            |            |  |  |       |       |
|  |                        | Terceira Basket Club   | 83                     |    |                  |                  |  |  |            |            |  |  |       |       |
|  | Terceira Basket Club   | Terceira Basket Club   | 83                     | 87 |                  |                  |  |  |            |            |  |  |       |       |
|  | Terceira Basket Club   |                        | 16 Março               | 87 |                  |                  |  |  |            |            |  |  |       |       |
|  | Esgueira / Aveiro /OLI | 66                     |                        |    |                  |                  |  |  |            |            |  |  |       |       |
|  | Esgueira / Aveiro /OLI | 66                     | SC Lusitânia           | 71 |                  |                  |  |  |            |            |  |  |       |       |
|  | 20 Janeiro             |                        | SC Lusitânia           | 71 |                  |                  |  |  |            |            |  |  |       |       |
|  |                        | FC Porto               | 88                     |    |                  |                  |  |  |            |            |  |  |       |       |
|  | Barreirense DIF BROKER | FC Porto               | 88                     | 84 |                  |                  |  |  |            |            |  |  |       |       |
|  | Barreirense DIF BROKER | 14 Março               |                        | 84 |                  |                  |  |  |            |            |  |  |       |       |
|  | Illiabum Clube         | 70                     |                        |    |                  |                  |  |  |            |            |  |  |       |       |
|  | Illiabum Clube         | 70                     | Barreirense DIF BROKER | 60 |                  |                  |  |  |            |            |  |  |       |       |
|  | 16 Janeiro             |                        | Barreirense DIF BROKER | 60 |                  |                  |  |  |            |            |  |  |       |       |
|  |                        | FC Porto               | 97                     |    |                  |                  |  |  |            |            |  |  |       |       |
|  | Vitória SC             | FC Porto               | 97                     | 81 |                  |                  |  |  |            |            |  |  |       |       |
|  | Vitória SC             |                        |                        | 81 |                  |                  |  |  |            |            |  |  |       |       |
|  | FC Porto               | 88                     |                        |    |                  |                  |  |  |            |            |  |  |       |       |
|  | FC Porto               | 88                     |                        |    |                  |                  |  |  |            |            |  |  |       |       |

A Partir dos quartos de final todos os jogos foram disputados em Portimão Arena

### II Fase - 2.ª Eliminatória
| II Fase - 2.ª Eliminatória       | II Fase - 2.ª Eliminatória | II Fase - 2.ª Eliminatória | II Fase - 2.ª Eliminatória              | II Fase - 2.ª Eliminatória |
| -------------------------------- | -------------------------- | -------------------------- | --------------------------------------- | -------------------------- |
| Sampaense Basket - Os Belenenses | 69 – 68                    |                            | Barreirense DIF BROKER - Eléctrico F.C. | 76 – 65                    |
| Queluz / Consilcar - Angrabasket | 90 – 83                    |                            | CD Póvoa - SC Braga                     | 78 – 75                    |

### II Fase - 1.ª Eliminatória
| II Fase - 1.ª Eliminatória         | II Fase - 1.ª Eliminatória | II Fase - 1.ª Eliminatória | II Fase - 1.ª Eliminatória            | II Fase - 1.ª Eliminatória |
| ---------------------------------- | -------------------------- | -------------------------- | ------------------------------------- | -------------------------- |
| Os Belenenses - Académica / Efapel | 77 – 57                    |                            | CD Póvoa - Academia do Lumiar         | 78 – 67                    |
| Casino Ginásio - Angrabasket       | 77 – 87                    |                            | Eléctrico F.C. - S.C. Vasco da Gama   | 104 – 81                   |
| Sampaense Basket - Beira Mar/AAUav | 77 – 69                    |                            | Estoril B.C. - SC Braga               | 50 – 56                    |
| MBC - Barreirense DIF BROKER       | 62 – 70                    |                            | Queluz / Consilcar - A.D. Sanjoanense | 75 –71                     |

### 5.ª Eliminatória Norte
| 5.ª Eliminatória Norte | 5.ª Eliminatória Norte | 5.ª Eliminatória Norte | 5.ª Eliminatória Norte | 5.ª Eliminatória Norte |
| ---------------------- | ---------------------- | ---------------------- | ---------------------- | ---------------------- |
| AD Vagos - CD Póvoa    | 44 – 73                |                        | -                      | –                      |

### 4.ª Eliminatória Sul
| 4.ª Eliminatória Sul                        | 4.ª Eliminatória Sul | 4.ª Eliminatória Sul | 4.ª Eliminatória Sul | 4.ª Eliminatória Sul |
| ------------------------------------------- | -------------------- | -------------------- | -------------------- | -------------------- |
| Queluz / Consilcar - BAC/INIMIGA DA FULIGEM | 64 – 55              |                      | -                    | –                    |

### 4.ª Eliminatória Norte
| 4.ª Eliminatória Norte            | 4.ª Eliminatória Norte | 4.ª Eliminatória Norte | 4.ª Eliminatória Norte          | 4.ª Eliminatória Norte |
| --------------------------------- | ---------------------- | ---------------------- | ------------------------------- | ---------------------- |
| AD Vagos - Club 5Basket / SVSilva | 70 – 60                |                        | Sangalhos/ABTF-Betão - CD Póvoa | 62 – 63                |

### 3.ª Eliminatória Sul
| 3.ª Eliminatória Sul           | 3.ª Eliminatória Sul | 3.ª Eliminatória Sul | 3.ª Eliminatória Sul            | 3.ª Eliminatória Sul |
| ------------------------------ | -------------------- | -------------------- | ------------------------------- | -------------------- |
| Queluz / Consilcar – CB QUELUZ | 69 – 47              |                      | BAC/INIMIGA DA FULIGEM - SIMECQ | 89 – 69              |

### 3.ª Eliminatória Norte
| 3.ª Eliminatória Norte               | 3.ª Eliminatória Norte | 3.ª Eliminatória Norte | 3.ª Eliminatória Norte               | 3.ª Eliminatória Norte |
| ------------------------------------ | ---------------------- | ---------------------- | ------------------------------------ | ---------------------- |
| Juvemaia-ACDC - Sangalhos/ABTF-Betão | 61 – 78                |                        | AD Vagos - GRIB/EsCondNovoEngenho    | 66 – 59                |
| FAC / CRÉDITO AGRÍCOLA - CD Póvoa    | 50 – 81                |                        | Club 5Basket / SVSilva - NCR Valongo | 61 – 28                |

### 2.ª Eliminatória Sul
| 2.ª Eliminatória Sul                    | 2.ª Eliminatória Sul | 2.ª Eliminatória Sul | 2.ª Eliminatória Sul                           | 2.ª Eliminatória Sul |
| --------------------------------------- | -------------------- | -------------------- | ---------------------------------------------- | -------------------- |
| SIMECQ - Algés                          | 65 – 64              |                      | Nacional Natação - CB QUELUZ                   | 37 – 92              |
| Queluz / Consilcar - Salesianos Estoril | 100 – 53             |                      | SCS/NunoMesquitaPires - BAC/INIMIGA DA FULIGEM | 74 – 88              |

### 2.ª Eliminatória Norte
| 2.ª Eliminatória Norte                         | 2.ª Eliminatória Norte | 2.ª Eliminatória Norte | 2.ª Eliminatória Norte                          | 2.ª Eliminatória Norte |
| ---------------------------------------------- | ---------------------- | ---------------------- | ----------------------------------------------- | ---------------------- |
| Olivais Coimbra - Sangalhos/ABTF-Betão         | 45 – 70                |                        | Juvemaia-ACDC - Académico FC                    | 54 – 48                |
| AD Vagos - FC Gaia                             | 76 – 59                |                        | ACA/Terra do Brinquedo - Club 5Basket / SVSilva | 71 – 80                |
| FAC / CRÉDITO AGRÍCOLA - 'Basquete C. Barcelos | 77 – 51                |                        | GRIB/EsCondNovoEngenho - Galitos/Weber S-Gobain | 64 – 61                |
| Fides GondoBasket - NCR Valongo                | 76 – 83                |                        | GDB Leça - CD Póvoa                             | 67 – 79                |

### 1.ª Eliminatória Sul
| 1.ª Eliminatória Sul                         | 1.ª Eliminatória Sul | 1.ª Eliminatória Sul | 1.ª Eliminatória Sul                | 1.ª Eliminatória Sul |
| -------------------------------------------- | -------------------- | -------------------- | ----------------------------------- | -------------------- |
| BAC/INIMIGA DA FULIGEM - RCVC                | 94 – 52              |                      | SC Marinhense - CB QUELUZ           | 34 – 79              |
| Basket Loures - Salesianos Estoril           | 51 – 64              |                      | A.C. Moscavide - SIMECQ             | 46 – 58              |
| Nacional Natação - GDEMAM / NOVACIGÁS        | 84 – 75              |                      | Algés - Física Torres Vedras        | 73 – 54              |
| ESA/Móveis Fernandes - SCS/NunoMesquitaPires | 46 – 63              |                      | Queluz / Consilcar - Salesianos OSJ | 90 – 51              |

### 1.ª Eliminatória Norte
| 1.ª Eliminatória Norte                    | 1.ª Eliminatória Norte | 1.ª Eliminatória Norte | 1.ª Eliminatória Norte                          | 1.ª Eliminatória Norte |
| ----------------------------------------- | ---------------------- | ---------------------- | ----------------------------------------------- | ---------------------- |
| GDG /Óptica Branco - Sangalhos/ABTF-Betão | 27 – 85                |                        | CD Póvoa - CDJR                                 | 94 – 58                |
| Basquete C. Barcelos - Juventude Pacense  | 66 – 52                |                        | FAC / CRÉDITO AGRÍCOLA - ClubeBasket Felgueiras | 75 – 70                |
| CJS Arouca - Olivais Coimbra              | 48 – 67                |                        | Académico FC - Salesianos/Pad.Ribeiro           | 71 – 38                |
| Juvemaia-ACDC - GD Bolacesto              | 87 – 47                |                        | Guifões S.C. - GDB Leça                         | 73 – 77                |